# 2002年11月20日月食
2002年11月20日月食为一次在协调世界时2002年11月20日出現的半影月食。該次月食半影食分為0.886、全影食分為-0.222。

## 概述
這次月食的食分是3.71。

## 基本參數
- 類型：半影月食
- 食甚資料：
  - 日期：2002年11月20日
  - 時間：1:46
  - 月球位置：赤經3.71度、赤緯18.7度
  - 食分：半影食分：0.886、全影食分：-0.222

## 外部連結
- NASA月食專頁（页面存档备份，存于）（英文）